# Municipio de Dolores

El municipio de Dolores es uno de los cuatro municipios del departamento de Soriano, Uruguay. Su sede es la ciudad homónima.

## Historia
El municipio de Dolores fue creado mediante la Ley N.º 18653, del 15 de marzo de 2010. Dicho municipio surgió en cumplimiento de la Ley N.º 18567, que indicaba la instalación de municipios en aquellas localidades con una población superior a los 5000 habitantes. Ya que no existió en su momento una decisión del gobierno departamental en cuanto a la creación de municipios en el departamento de Soriano, el poder Legislativo le adjudicó los distritos electorales MCA y MCB del departamento de Soriano, por lo que quedaron dentro de su órbita además de la ciudad de Dolores, las localidades de Colonia Concordia y La Concordia.

## Territorio y demografía
El territorio correspondiente a este municipio comprende un área total de 413.7 km², y alberga una población de 20287 habitantes de acuerdo a datos del censo del año 2023, lo que implica una densidad de población de 49 hab/km².

## Autoridades
La autoridad del municipio es el Concejo Municipal, compuesto por el Alcalde y cuatro Concejales.
| Nº | Alcalde                  | Partido          | Inicio del mandato      | Fin del mandato         | Observaciones                                                                   | Concejales                                                                           |
| -- | ------------------------ | ---------------- | ----------------------- | ----------------------- | ------------------------------------------------------------------------------- | ------------------------------------------------------------------------------------ |
| 1  | Javier Utermark Brochini | Partido Nacional | 9 de julio de 2010      | febrero de 2015         | Alcalde elegido                                                                 |                                                                                      |
| 2  | Javier Utermark Brochini | Partido Nacional | 9 de julio de 2015      | 29 de noviembre de 2020 | Alcalde reelegido                                                               | Luis A. Bianchi (PN) Eduardo Piazze (PN) Leopoldo Hirschy (PN) Ramón Mastandrea (FA) |
| 3  | Juan Andrés Oronoz       | Partido Nacional | 30 de noviembre de 2020 | 25 de marzo de 2021     | Alcalde elegido. Detenido y condenado a prisión.                                | Luis Bianchi (PN) Teresa Villegas (PN) Bettina Cha (PN) Eduardo Poloni (FA)          |
| 3  | Joaquín Gómez Favout     | Partido Nacional | 29 de marzo de 2021     | Julio de 2025           | Primer suplente. Asume tras la detención y posterior condena del Alcalde Oronoz |                                                                                      |
| 4  | Joaquín Gómez Favout     | Partido Nacional | Julio de 2025           | 2030                    | Alcalde elegido                                                                 |                                                                                      |